# Ivan Rovnyj
Ivan Rovnyj (russisk: Иван Андреевич Ровный tr. Ivan Andrejevitj Rovnyj ; født 30. september 1987) er en russisk tidligere professionel cykelrytter.